# Niedernai
Niedernai en idioma francés y oficialmente, Niederehnheim en idioma alemán, Nídernahn en alsaciano,  , es una localidad y comuna francesa, situada en el departamento de Bajo Rin en la región de Alsacia.

## Demografía
| 636 | 690 | 799 | 813 | 942 | 1238 |
| Para los censos de 1962 a 1999 la población legal corresponde a la población sin duplicidades (Fuente: INSEE [Consultar]) |     |     |     |     |      |

## Patrimonio
- Iglesia de Saint-Maximin , finales del siglo XIX
- Ayuntamiento, siglo XVII